# Johnny Cardoso
João Lucas "Johnny" de Souza Cardoso (Denville, 20 september 2001) is een Amerikaans voetballer die bij voorkeur als defensieve middenvelder speelt. Hij tekende in januari 2024 voor Real Betis.

## Clubcarrière
Cardoso maakte zes doelpunten in 117 wedstrijden voor SC Internacional in de Braziliaanse Série A. In januari 2024 betaalde Real Betis zes miljoen euro voor de middenvelder. Op 21 januari 2024 debuteerde Cardoso in La Liga tegen FC Barcelona.

## Interlandcarrière
Op 12 november 2020 debuteerde Cardoso voor de Verenigde Staten in de oefeninterland tegen Wales.